# 금요 컬처클럽
금요 컬처클럽은 2000년 3월 24일부터 2008년 11월 28일까지 SBS에서 방영된 교양프로그램이다.

## 진행자
- 신용철